# T. J. Ford
Terrance Jerod „T. J.“ Ford (* 24. März 1983, in Houston, Texas) ist ein ehemaliger US-amerikanischer Basketballspieler. Bis zum 15. März 2012 war er für die San Antonio Spurs in der Rolle des Point Guard aktiv. Er erhielt dort die Rückennummer 11.

## Karriere

### Frühe Jahre
Der Sohn von Leo und Mary Ford träumte schon in jungen Jahren von einer Karriere als Basketballprofi und konnte während seiner Jugend zweimal mitverfolgen wie die Mannschaft seiner Heimatstadt, die Houston Rockets, sich die NBA-Meisterschaft sicherten. Ford nahm erstmals an der Willowridge High School an Wettkampfspielen teil und führte dies auch für die Texas Longhorns am College fort. Am Ende seiner College-Karriere erreichte er mehrmals die Sweet Sixteen, einmal die Final Four, führte die NCAA als erster Freshman überhaupt in Assists an, wurde mit der Naismith College Player of the Year Auszeichnung versehen und zum Player of the Year der Sports Illustrated, der Sporting News, von ESPN.com und von CBS Sportsline gewählt.

### Milwaukee Bucks (2003–2006)
Ford wurde bei dem NBA Draft 2003 an 8. Stelle von den Milwaukee Bucks bei der NBA-Nachwuchsrekrutierung ausgewählt. Am 24. Februar 2004 musste er, nachdem er mit Mark Madsen, dem Center der Minnesota Timberwolves, zusammengestoßen war, mit einer Trage wegen einer schweren Rückenverletzung aus der Halle transportiert werden. Er kehrte am 1. November 2005 wieder zurück und war in seiner ersten Partie nur einen Rebound von einem triple-double entfernt. Ford wurde trotz seines Ausfalls für das NBA All-Rookie Second Team nominiert.

### Toronto Raptors (2006–2008)
Am 30. Juni 2006 wurde er durch einen Spielertausch durch Charlie Villanueva ersetzt und spielte seitdem bei den Toronto Raptors. Zusammen mit dem Superstar der Raptors, Chris Bosh, sollte Ford das Herzstück der Mannschaft bilden. Ford konnte nicht nur durch seine überragende Geschwindigkeit auf dem Spielfeld überzeugen, sondern auch durch seine Gewilltheit und sein Können in spielentscheidenden Situationen die richtigen Entscheidungen zu treffen. Am 20. Dezember 2006 erzielte er den entscheidenden Korb gegen die Los Angeles Clippers, am 22. Dezember 2006 traf er fast alle Würfe in der Verlängerung gegen die Portland Trail Blazers und am 11. März 2007 erzielte er fast alle Punkte seiner Mannschaft in einer Verlängerung in einem Spiel gegen die Seattle SuperSonics. Drei Tage später legte er in einem Spiel gegen die New York Knicks 18 Assists nach. Ford beendete die Saison mit Karrierebestleistungen von 14 Punkten und 7,9 Assists pro Partie und führte die Raptors zu ihrem ersten Playoff-Einzug seit fünf Jahren. Sie mussten sich jedoch bereits nach sechs Spielen den New Jersey Nets in der ersten Runde geschlagen geben.
In der folgenden NBA-Saison 2007–2008 konzentrierte sich Ford darauf weniger Turnover zu machen was bislang eine seiner großen Schwächen war. Zu Beginn der Saison wechselte Coach Sam Mitchell Ford und seinen Mannschaftskollegen José Calderón in der Startaufstellung ab und hatte damit einigen Erfolg. Am 11. Dezember 2007 verletzte sich Ford nach einem unsportlichen Foul von Al Horford in einem Spiel gegen die Atlanta Hawks schwer. Er war bis 4. Februar 2008 außer Gefecht und in diesem Zeitraum hatte sich Calderon als Starter etabliert. Die Langzeitpläne der Raptors, das Team um Bosh und Ford herum aufzubauen, schienen sich geändert zu haben. Die Raptors mussten die Playoffs, diesmal gegen die Orlando Magic, erneut bereits nach der ersten Runde verlassen.

### Indiana Pacers (2008–2012)
Am Abend des NBA-Drafts 2008 wurde Ford zusammen mit Radoslav Nesterovič, Maceo Baston und dem 17. Pick des Drafts im Tausch für Jermaine O’Neal und den 41. Pick des Drafts an die Indiana Pacers transferiert. Ford musste sich erneut die Position des Point Guards teilen, diesmal mit Jarrett Jack. Aufgrund einiger kleinerer Verletzungen gelang es Ford nie sich als Vollzeit-Starter zu etablieren. In der NBA-Saison 2010–2011 wurde er wieder vermehrt von der Bank ins Spiel gebracht. Am 12. März 2012 gab T.J. Ford sein Karriereende bekannt. 3 Tage später wurde er mit Richard Jefferson und einem Firstroundpick zu den Golden State Warriors getradet und dann entlassen.